# Guioa parvifoliola
Guioa parvifoliola är en kinesträdsväxtart som beskrevs av Merrill. Guioa parvifoliola ingår i släktet Guioa och familjen kinesträdsväxter. Inga underarter finns listade i Catalogue of Life.